# Baek Seo-yi
Baek Seo-yi (en hangul, 백서이; nacida en Seúl el 3 de agosto de 1992) es una actriz surcoreana.

## Carrera
Baek Seo-yi comenzó a actuar por recomendación de amigos. Se preparó en una academia de actuación y a los 23 años entró en el Departamento de Cine de la Universidad Konkuk.
Tras muchas audiciones infructuosas, debutó en 2016 con la serie televisiva Let's Fight Ghost, de tvN. En ella tenía un papel de reparto, como una estudiante universitaria de quien está enamorado el protagonista. Ese mismo año también participó en Golden Pouch, como una joven aspirante a locutora, hermana menor de la familia protagonista.
En 2017 fue Ha-jeong Yoon, una compañera de clase de la escuela secundaria que se convertirá en la enemiga y rival de Seo Ji-an, interpretada la protagonista Shin Hye-sun, en la exitosa serie Mi vida dorada de KBS 2TV.
En 2018 protagonizó la serie Number Six, que fue la primera serie original de la plataforma de contenidos audiovisuales POOQ. En ella es Jo Min-joo, una madre soltera que ha sido el primer amor de los tres protagonistas masculinos. Gracias a su interpretación, en 2019 ganó su primer premio, como mejor actriz, en el 5.º Webfest Film Festival de Seúl.
El 24 de febrero de 2022 la actriz firmó un contrato exclusivo con la agencia Cube Entertainment.

## Filmografía

### Películas
| Año  | Título            | Hangul           | Papel                      | Notas | Ref. |
| ---- | ----------------- | ---------------- | -------------------------- | ----- | ---- |
| 2016 | Familyhood        | 굿바이 싱글      | Amiga de Kang Ji-Hoon      | Cameo |      |
| 2017 | Keys to the Heart | 그것만이 내 세상 | Empleada en el restaurante | Cameo |      |

### Series de televisión
| Año  | Título                | Canal | Papel                  | Notas                         | Ref.        |
| ---- | --------------------- | ----- | ---------------------- | ----------------------------- | ----------- |
| 2016 | Let's Fight Ghost     | tvN   | Im Seo-yeon            |                               | [ 3 ]       |
| 2016 | Golden Pouch          | MBC   | Geum Se-na             |                               | [ 4 ]       |
| 2017 | Mi vida dorada        | KBS2  | Yoon Ha-jung           |                               | [ 5 ]       |
| 2018 | Number Six            | KBS1  | Min-joo                | Ocho episodios - protagonista | [ 6 ] [ 7 ] |
| 2019 | A moment at eighteen  | JTBC  |                        |                               |             |
| 2019 | Secret Boutique       | SBS   | Empleada en J-Boutique | Cameo                         |             |
| 2019 | Catch the Ghost       | tvN   | Ma Hye-jin             | Cameo (episodios 4 y 5)       | [ 10 ]      |
| 2020 | More Than Friends     | JTBC  | Hwang Ji-hyun          | Cameo (episodios 1 y 4)       | [ 11 ]      |
| 2021 | Lovers of the Red Sky | SBS   | Myeong-wol             |                               |             |

### Vídeos musicales
| Año  | Título                | Hangul      | Artista             | Ref.   |
| ---- | --------------------- | ----------- | ------------------- | ------ |
| 2016 | Palacio de Invierno   | 겨울궁전    | Glow 9 (글로우나인) |        |
| 2019 | Camino de despedida   | 이별을 걷다 | Hwang Chi-yeul      | [ 12 ] |
| 2019 | Carrito de bocadillos | 포장마차    | Hwang In-wook       | [ 13 ] |
| 2019 | Nota de despedida     | 이별주      | Hwang In-wook       | [ 14 ] |

## Premios y nominaciones
| Año  | Premio                          | Categoría    | Papel      | Resultado | Ref.  |
| ---- | ------------------------------- | ------------ | ---------- | --------- | ----- |
| 2019 | 5.º Seoul Webfest Film Festival | Mejor actriz | Number Six | Ganadora  | [ 8 ] |